# Yến Lạc
Yến Lạc là thị trấn huyện lỵ của huyện Na Rì, tỉnh Bắc Kạn, Việt Nam.

## Địa lý
Thị trấn Yến Lạc nằm ở phía đông bắc huyện Na Rì, có vị trí địa lý:
- Phía đông giáp xã Kim Lư
- Phía tây giáp xã Văn Lang
- Phía nam giáp xã Sơn Thành
- Phía bắc giáp xã Cường Lợi và xã Văn Vũ.

Thị trấn Yến Lạc có diện tích 17,65 km², dân số năm 2019 là 5.280 người, mật độ dân số đạt 299 người/km².
Quốc lộ 3B chạy qua địa bàn thị trấn Yến Lạc. Sông Bắc Giang chảy qua thị trấn theo hướng từ tây sang đông.

## Lịch sử
Địa bàn thị trấn Yến Lạc hiện nay trước đây vốn là xã Lương Hạ và thị trấn Yến Lạc thuộc huyện Na Rì.
Xã Lương Hạ được đổi tên từ xã Bình Minh vào ngày 12 tháng 5 năm 1964 theo Quyết định số 150-NV của Bộ Nội vụ.
Thị trấn Yến Lạc được thành lập vào ngày 8 tháng 4 năm 1985 trên cơ sở toàn bộ 350 ha diện tích tự nhiên và dân số của phố Yến Lạc thuộc xã Lương Hạ.
Đến năm 2019, thị trấn Yến Lạc có diện tích 4,28 km², dân số là 3.819 người, mật độ dân số đạt 892 người/km², có 13 tổ dân phố và thôn, bản: Bản Bia, Bản Pò, Cốc Coóc, Giả Dìa, Hát Deng, Nà Đăng, Pàn Bái, Pàn Chầu, Phiêng Chang, Phố A, Phố B, Phố Mới, Pò Đon.
Ngày 10 tháng 1 năm 2020, Ủy ban Thường vụ Quốc hội ban hành Nghị quyết số 855/NQ-UBTVQH14 về việc sắp xếp các đơn vị hành chính cấp xã thuộc tỉnh Bắc Kạn (nghị quyết có hiệu lực từ ngày 1 tháng 2 năm 2020). Theo đó, sáp nhập toàn bộ xã lương Hạ vào thị trấn Yến Lạc gồm 13,37 km² diện tích tự nhiên và 1.461 người thuộc 6 thôn: Pò Đồn, Đồn Tắm, Nà Hin, Nà Lẹng, Khuổi Nằn 1, Khuổi Nằn 2, xã Lương Hạ được giải thể
Sau khi sáp nhập, thị trấn Yến Lạc có diện tích 17,65 km², dân số là 5.280 người.